# Tiphobiosis childi
Tiphobiosis childi är en nattsländeart som beskrevs av Mcfarlane in Mcfarlane och Cowie 1981. Tiphobiosis childi ingår i släktet Tiphobiosis och familjen Hydrobiosidae. Inga underarter finns listade i Catalogue of Life.